# Haisujärvi (sjö i Övertorneå, Lappland)
Haisujärvi är en sjö i kommunen Övertorneå i landskapet Lappland i Finland. Sjön ligger 143,9 meter över havet. Arean är 53 hektar och strandlinjen är 3,35 kilometer lång. Sjön  ingår i Torne älvs huvudavrinningsområde.   Den ligger omkring 38 kilometer väster om Rovaniemi och omkring 710 kilometer norr om Helsingfors. 